# Yphthimoides eriphule
Espèce
Yphthimoides eriphule est une  espèce de papillons de la famille des Nymphalidae et de la sous-famille des Satyrinae et du genre Yphthimoides.

## Dénomination
Yphthimoides eriphule a été décrit par Arthur Gardiner Butler en 1867 sous le nom initial d' Euptychia eriphule.

## Description
Yphthimoides eriphule est un papillon au dessus marron uni et au revers marron orné dans l'aire submarginale de deux ocelles ovales argentés.

## Biologie

### Plantes hôtes
Sa biologie n'est pas connue.

## Écologie et distribution
Yphthimoides eriphule est présent au Brésil et en Guyane,.

### Protection
Pas de statut de protection particulier